# Irma Sztárayová
Irma Sztáray de Sztára et Nagymihály (10. července 1863 Staré – 3. září 1940 Sobrance) byla uherská dvorní dáma a pamětnice. Byla poslední dvorní dámou císařovny Alžběty Bavorské a jedinou společnicí, která cestovala s císařovnou, když na ni byl spáchán atentát.

## Život
Narodila jako dcera hraběte Viktora Stáraye de Sztára et Nagymihály (1823–1879) a hraběnky Márie Török de Szendrõ (1835–1916). Nikdy se neprovdala, protože se rozhodla zasvětit celý svůj život císařovně a dvoru.
Císařovnu Alžbětu doprovázela během jejích posledních čtyř let, od roku 1894 do roku 1898, na cestách do Uher, Itálie, Švýcarska, Alžírska a Řecka. Její paměti Aus den letzten Jahren der Kaiserin Elisabeth, které sepsala po mnoha letech po smrti císařovny, byly vydány v němčině. Jsou cenným pramenem, který poskytuje podrobný vhled do posledních let života císařovny Sisi.
Za své zásluhy obdržela od císaře Františka Josefa I. čestnou medaili.

## V populární kultuře
Německo-rakousko-švýcarský film Sisi & já z roku 2023 vypráví příběh císařovny Alžběty z pohledu její dvorní dámy Sztárayové, kterou ztvárnila německá herečka Sandra Hüllerová.